# Dubowo Pierwsze (Suwałki)
Dubowo Pierwsze (także Dubowo I) – część miasta Suwałki, jednostka pomocnicza gminy miejskiej (sołectwo). Stanowi przyłączoną w 1981 r. do Suwałk część wsi Dubowo Pierwsze, o powierzchni 423,30 ha.